# Indywidualne Mistrzostwa Świata na Żużlu 1949
Indywidualne Mistrzostwa Świata na Żużlu 1949 - cykl turniejów żużlowych mających wyłonić najlepszych żużlowców na świecie. Tytuł wywalczył Brytyjczyk Tommy Price. Był to pierwszy finał rozgrywany po II wojnie światowej.

## Runda mistrzowska
Rozgrywano 8 eliminacji na torach brytyjskich.
- 8 sierpnia 1949 r. (poniedziałek),  Londyn - Wimbledon
- 10 sierpnia 1949 r. (środa),  New Cross
- 22 sierpnia 1949 r. (poniedziałek),  Birmingham
- 25 sierpnia 1949 r. (czwartek),  Londyn - Wembley
- 27 sierpnia 1949 r. (sobota),  Manchester - Belle Vue
- 27 sierpnia 1949 r. (sobota),  Bradford
- 30 sierpnia 1949 r. (wtorek),  Londyn - West Ham
- 2 września 1949 r. (piątek),  Harringay

| Msc. | Zawodnik         | Kraj              | Pkt |  |  |
| ---- | ---------------- | ----------------- | --- |  |  |
| 1    | Tommy Price      | Wielka Brytania   | 38  |  |  |
| 2    | Graham Warren    | Wielka Brytania   | 38  |  |  |
| 3    | Dent Oliver      | Wielka Brytania   | 37  |  |  |
| 4    | Aub Lawson       | Australia         | 37  |  |  |
| 5    | Bill Gilbert     | Wielka Brytania   | 36  |  |  |
| 6    | Wilbur Lamoreaux | Stany Zjednoczone | 35  |  |  |
| 7    | Lloyd Goffe      | Wielka Brytania   | 34  |  |  |
| 8    | Jack Parker      | Wielka Brytania   | 34  |  |  |
| 9    | Bill Kitchen     | Wielka Brytania   | 33  |  |  |
| 10   | Cyril Roger      | Wielka Brytania   | 31  |  |  |
| 11   | Louis Lawson     | Wielka Brytania   | 30  |  |  |
| 12   | Bill Longley     | Australia         | 30  |  |  |
| 13   | Norman Parker    | Australia         | 30  |  |  |
| 14   | Ken Le Breton    | Australia         | 29  |  |  |
| 15   | Cliff Watson     | Australia         | 29  |  |  |
| 16   | Ron Clarke       | Wielka Brytania   | 27  |  |  |
| 17   | Oliver Hart      | Wielka Brytania   | 27  |  |  |
| 18   | Alec Statham     | Wielka Brytania   | 25  |  |  |
| 19   | Cyril Brine      | Wielka Brytania   | 25  |  |  |
| 20   | Malcolm Craven   | Wielka Brytania   | 25  |  |  |
| 21   | Geoff Pymar      | Wielka Brytania   | 23  |  |  |
| 22   | Doug McLachlan   | Australia         | 23  |  |  |
| 23   | Geoff Bennett    | Wielka Brytania   | 20  |  |  |
| 24   | Jeff Lloyd       | Wielka Brytania   | 18  |  |  |
| 25   | Mike Erskine     | Wielka Brytania   | 18  |  |  |
| 26   | Ray Duggan       | Australia         | 17  |  |  |
| 27   | Charles Cullum   | Stany Zjednoczone | 17  |  |  |
| 28   | Eric Chitty      | Kanada            | 15  |  |  |
| 29   | Split Waterman   | Wielka Brytania   | 15  |  |  |
| 30   | George Wilks     | Wielka Brytania   | 15  |  |  |
| 31   | Eddie Rigg       | Wielka Brytania   | 14  |  |  |
| 32   | Ken Sharples     | Wielka Brytania   | 14  |  |  |
| 33   | Roy Craighead    | Wielka Brytania   | 13  |  |  |
| 34   | Nobby Stock      | Wielka Brytania   | 13  |  |  |
| 35   | Gil Craven       | Wielka Brytania   | 12  |  |  |
| 36   | Jack Biggs       | Australia         | 11  |  |  |
| 37   | Bob Harrison     | Wielka Brytania   | 9   |  |  |
| 38   | Stan Dell        | Wielka Brytania   | 2   |  |  |

Awans: 16+2 do Finału Światowego

## Finał Światowy
- 22 września 1949 r. (czwartek),  Londyn - Stadion Wembley

| Msc. | Zawodnik          | Kraj              | Pkt |             |  |
| ---- | ----------------- | ----------------- | --- | ----------- |  |
| 1    | Tommy Price       | Wielka Brytania   | 15  | (3,3,3,3,3) |  |
| 2    | Jack Parker       | Wielka Brytania   | 14  | (3,3,3,2,3) |  |
| 3    | Louis Lawson      | Wielka Brytania   | 13  | (2,2,3,3,3) |  |
| 4    | Norman Parker     | Wielka Brytania   | 10  | (3,3,2,2,0) |  |
| 5    | Wilbur Lamoreaux  | Stany Zjednoczone | 9   | (2,2,3,0,2) |  |
| 6    | Bill Kitchen      | Wielka Brytania   | 9   | (3,1,2,2,1) |  |
| 7    | Ron Clarke        | Wielka Brytania   | 8   | (1,0,2,3,2) |  |
| 8    | Aub Lawson        | Australia         | 8   | (1,3,1,1,2) |  |
| 9    | Bill Longley      | Australia         | 8   | (1,2,2,1,2) |  |
| 10   | Cyril Roger       | Wielka Brytania   | 7   | (2,0,1,1,3) |  |
| 11   | Bill Gilbert      | Wielka Brytania   | 6   | (2,1,3,0,0) |  |
| 12   | Graham Warren     | Australia         | 5   | (0,2,0,2,1) |  |
| 13   | Ken Le Breton     | Australia         | 4   | (1,0,1,1,1) |  |
| 14   | Lloyd Goffe       | Wielka Brytania   | 2   | (0,1,0,0,1) |  |
| 15   | Cliff Watson      | Australia         | 1   | (0,1,0,0,0) |  |
| 16   | Dent Oliver       | Wielka Brytania   | 0   | (0,0,-,-,-) |  |
|      | rez. Oliver Hart  | Wielka Brytania   | 1   | (1,0,0)     |  |
|      | rez. Alec Statham | Wielka Brytania   | ns  |             |  |